# Енді Морено
Енді Йоен Морено Гонсалес (ісп. Andy Yoen Moreno González; нар. 19 травня 1985, С.-Еспідіру) — кубинський борець вільного стилю, бронзовий призер чемпіонату світу, переможець та бронзовий призер Панамериканських чемпіонатів, срібний призер Панамериканських ігор.

## Життєпис
Боротьбою почав займатися з 1993 року. 
Виступав за борцівський клуб «Серро Пеладо» Гавана. Тренер — Філіберто Дельгадо. 

## Спортивні результати на міжнародних змаганнях

### Виступи на Чемпіонатах світу
| Змагання                        | Збірна | Вагова категорія          | Місце  |
| ------------------------------- | ------ | ------------------------- | ------ |
| Чемпіонат світу з боротьби 2007 | Куба   | вільна боротьба, до 55 кг | Бронза |

### Виступи на Панамериканських чемпіонатах
| Змагання                                   | Збірна | Вагова категорія          | Місце  |
| ------------------------------------------ | ------ | ------------------------- | ------ |
| Панамериканський чемпіонат з боротьби 2005 | Куба   | вільна боротьба, до 55 кг | Золото |
| Панамериканський чемпіонат з боротьби 2007 | Куба   | вільна боротьба, до 55 кг | Бронза |

### Виступи на Панамериканських іграх
| Змагання                  | Збірна | Вагова категорія          | Місце  |
| ------------------------- | ------ | ------------------------- | ------ |
| Панамериканські ігри 2007 | Куба   | вільна боротьба, до 55 кг | Срібло |

### Виступи на Кубках світу
| Змагання                    | Збірна | Вагова категорія          | Місце |
| --------------------------- | ------ | ------------------------- | ----- |
| Кубок світу з боротьби 2015 | Куба   | вільна боротьба, до 70 кг | 7     |

### Виступи на інших змаганнях
| Змагання                           | Збірна | Вагова категорія          | Місце  |
| ---------------------------------- | ------ | ------------------------- | ------ |
| Гран-прі Німеччини з боротьби 2007 | Куба   | вільна боротьба, до 55 кг | 7      |
| Cerro Pelado International 2012    | Куба   | вільна боротьба, до 66 кг | 5      |
| Кубок Канади з боротьби 2012       | Куба   | вільна боротьба, до 66 кг | Бронза |
| Кубок Гранми з боротьби 2014       | Куба   | вільна боротьба, до 70 кг | Бронза |
| Кубок Гранми з боротьби 2015       | Куба   | вільна боротьба, до 70 кг | 5      |